# Kukułka krwista

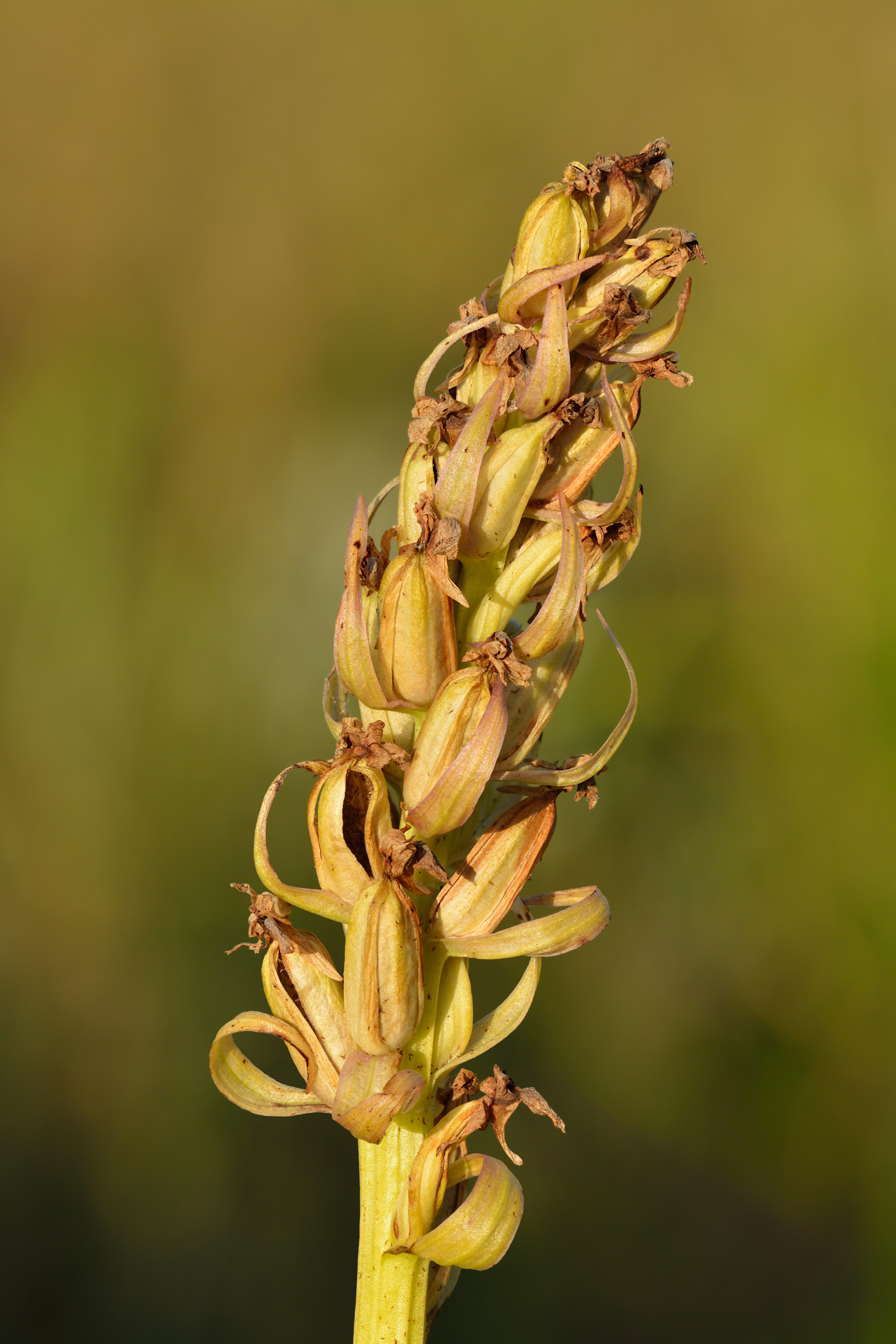
Owoce

Kukułka krwista, stoplamek krwisty, storczyk krwisty, kukułka krwista typowa, stoplamek krwisty typowy, storczyk krwisty typowy (Dactylorhiza incarnata (L.)Soó) – gatunek rośliny z rodziny storczykowatych (Orchidaceae).

## Rozmieszczenie geograficzne
Kukułka krwista typowa występuje w Europie i Azji. Zwarty zasięg występowania obejmuje niemal całą Europę. Jego północna granica biegnie przez północną Skandynawię, południowa przez północną Hiszpanię, środkowe Włochy i wschodnią Grecję. Poza tym zwartym obszarem występuje wyspowo na izolowanych obszarach w Hiszpanii, na Krymie, Bałkanach i w północno-wschodniej Europie. W Azji występuje wyspowo na wielu miejscach, jednak dokładna wschodnia granica zasięgu nie jest znana. W Polsce roślina dość pospolita, głównie na niżu. Do tej pory stwierdzono występowanie na ponad 1000 stanowiskach. Największa ich grupa znajduje się w północnej, środkowej i wschodniej części kraju. Na południu i południowym zachodzie jest rzadka. W Karpatach roślina ta znana była z 10 stanowisk, na niektórych ostatnio nie udało się jej znaleźć.

## Morfologia
ŁodygaWzniesiona, sztywna i pusta, dość gruba i mięsista o wysokości 30 – 60, czasami nawet do 100 cm.
LiścieW liczbie 5–8, pochwiasto obejmujące łodygę, ustawione skrętolegle. Są bezplamkowe, jasnozielone i kapturkowato zwinięte na szczycie. Dolne są równowąskolancetowate, wzniesione sztywno i ostro zakończone. Mają długość ok. 5-krotnie większą od szerokości, u nasady zwężają się do ok. 1,8 cm. Górne liście sięgają kwiatostanu.
KwiatyZebrane w gęsty, wąskowalcowaty kłos długości 5–12 cm. Znajduje się w nim 15–60 jasnoczerwonych kwiatów. Wyrastają w kątach lancetowatych przysadek. Dolne z nich są dwukrotnie dłuższe od zalążni. Działki okwiatu mają długość 5–6 mm, zewnętrzne są wzniesione. Ostroga ma podobne rozmiary jak działki okwiatu, jest krótsza od zalążni i pozioma lub skierowana w dół. Warżka o szerokości 5,5 – 8 mm i długości 6–9 mm, o słabo zaznaczonych 3 łatkach. Jej środkowa część jest jaśniejsza i pokryta drobnym wzorkiem w kształcie podwójnej pętli.
BulwaPodwójna, głęboko wcinana.

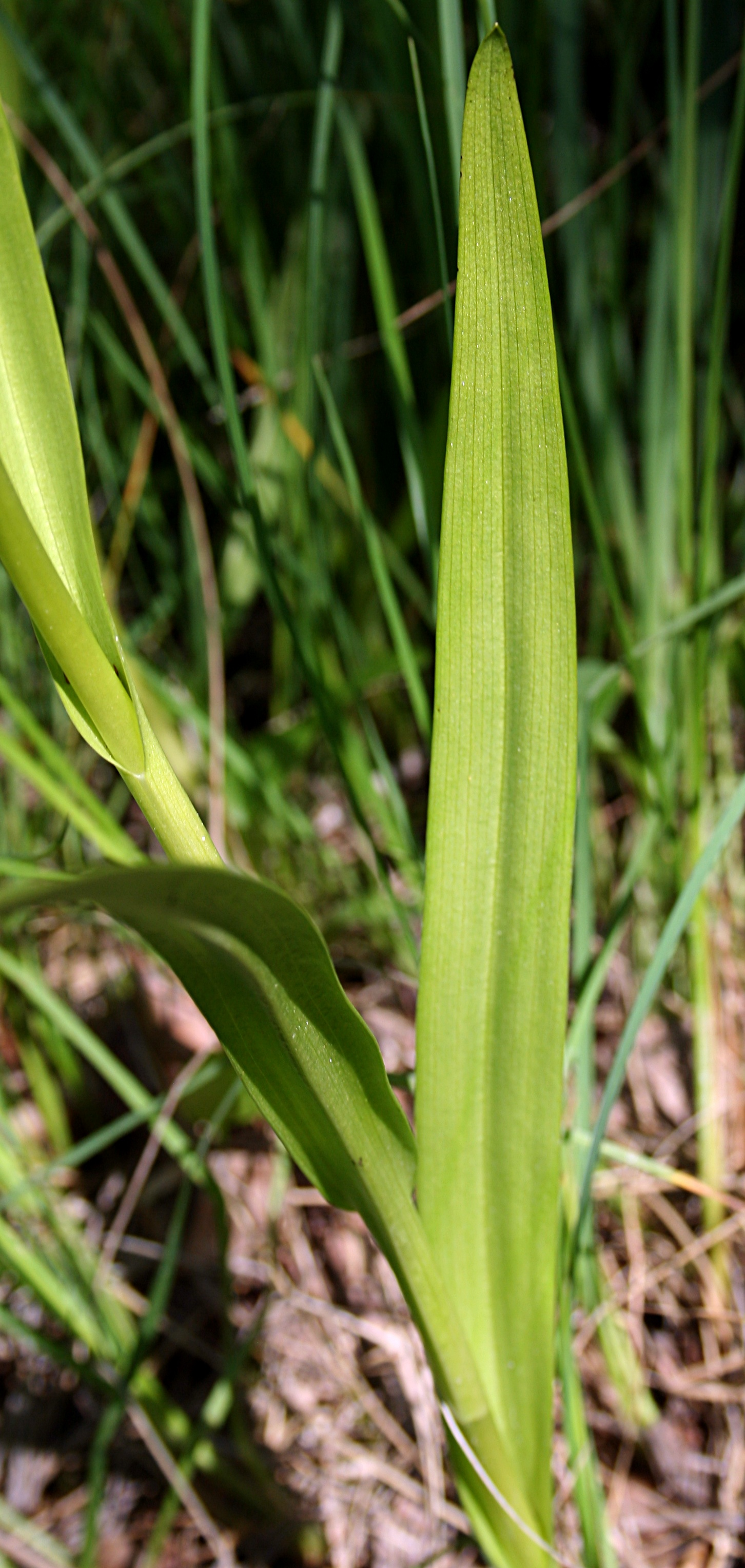
Ustawione skrętolegle liście
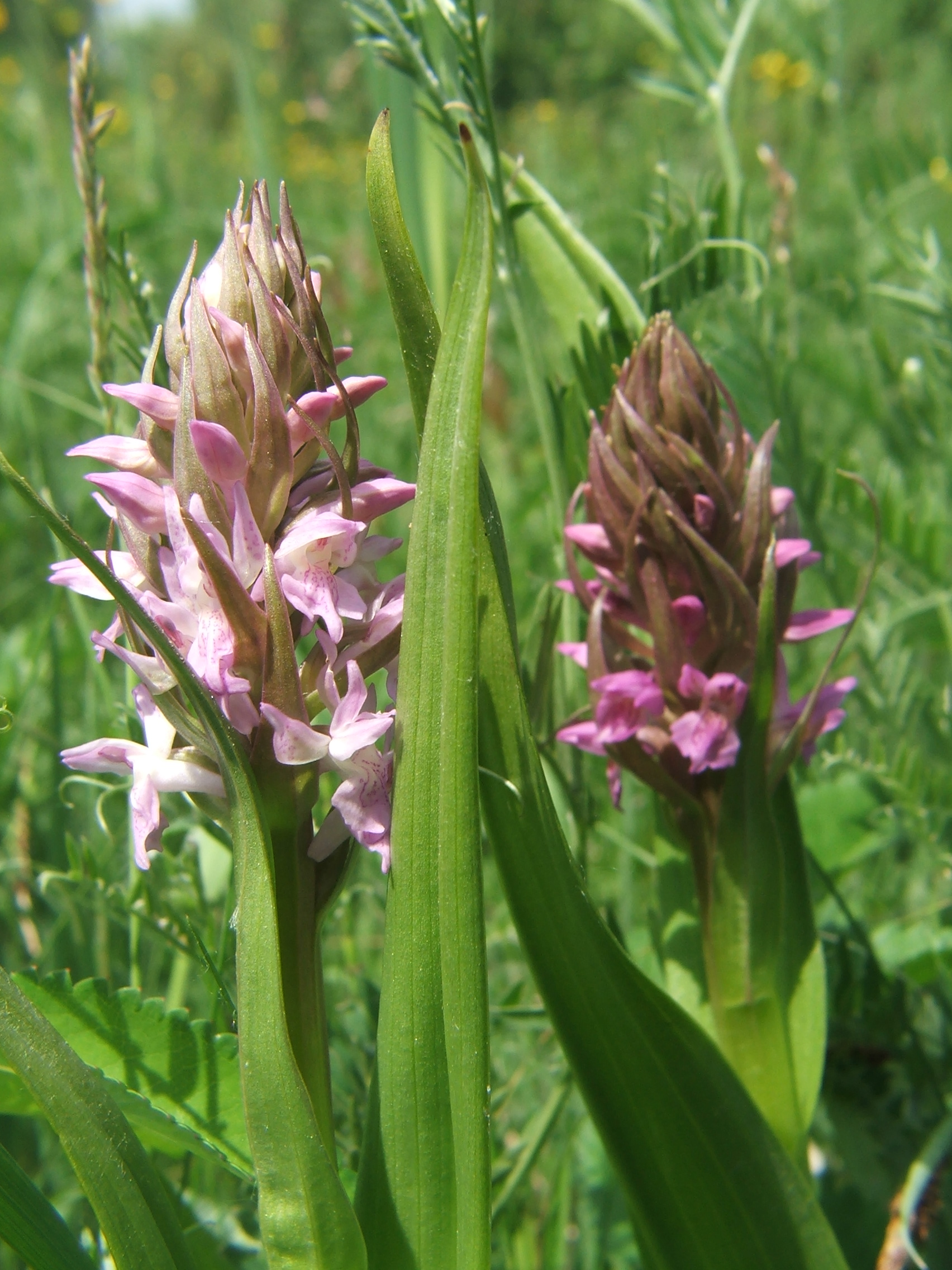
Rozwijające się kwiaty
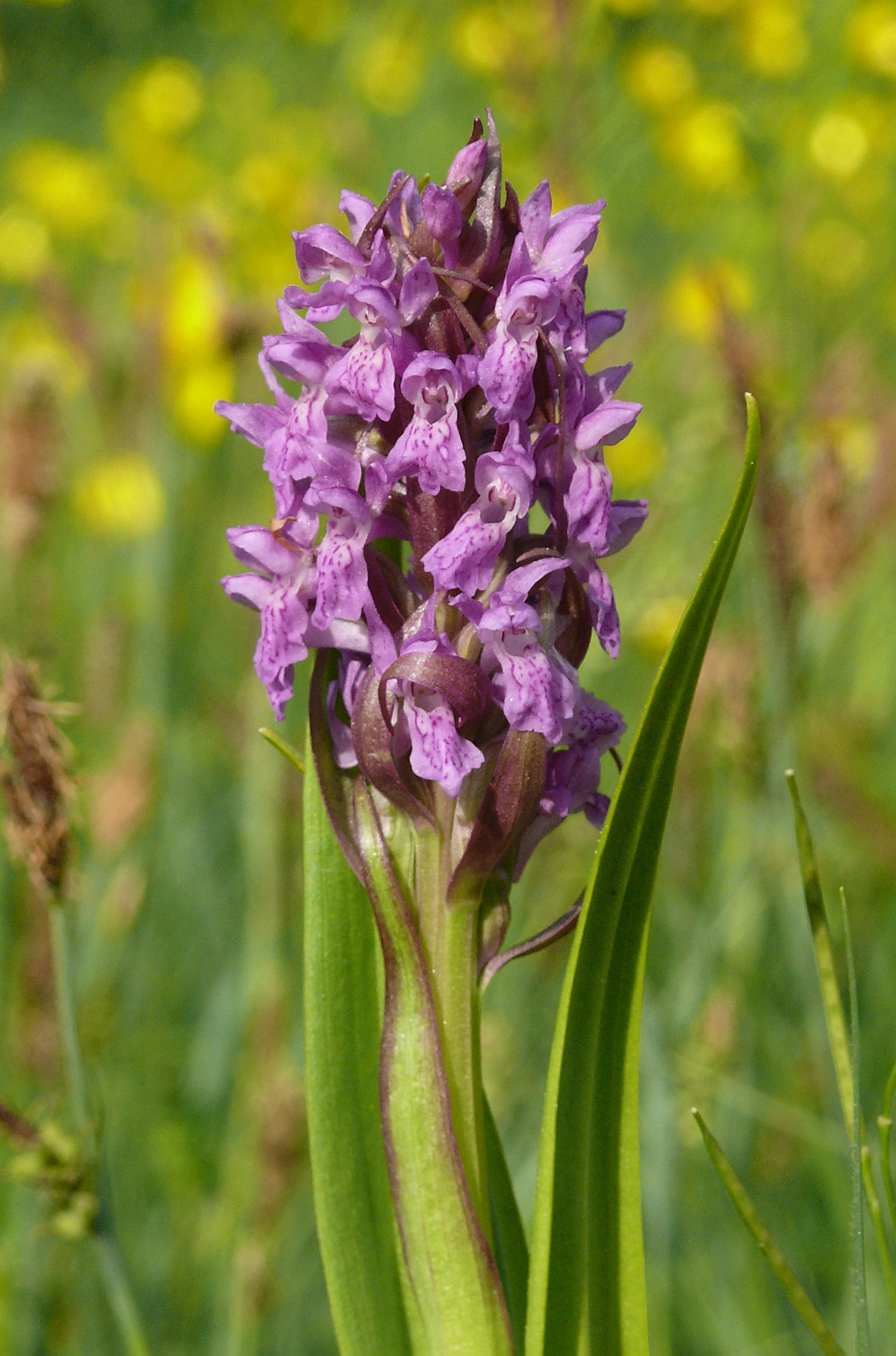
Kwiatostan
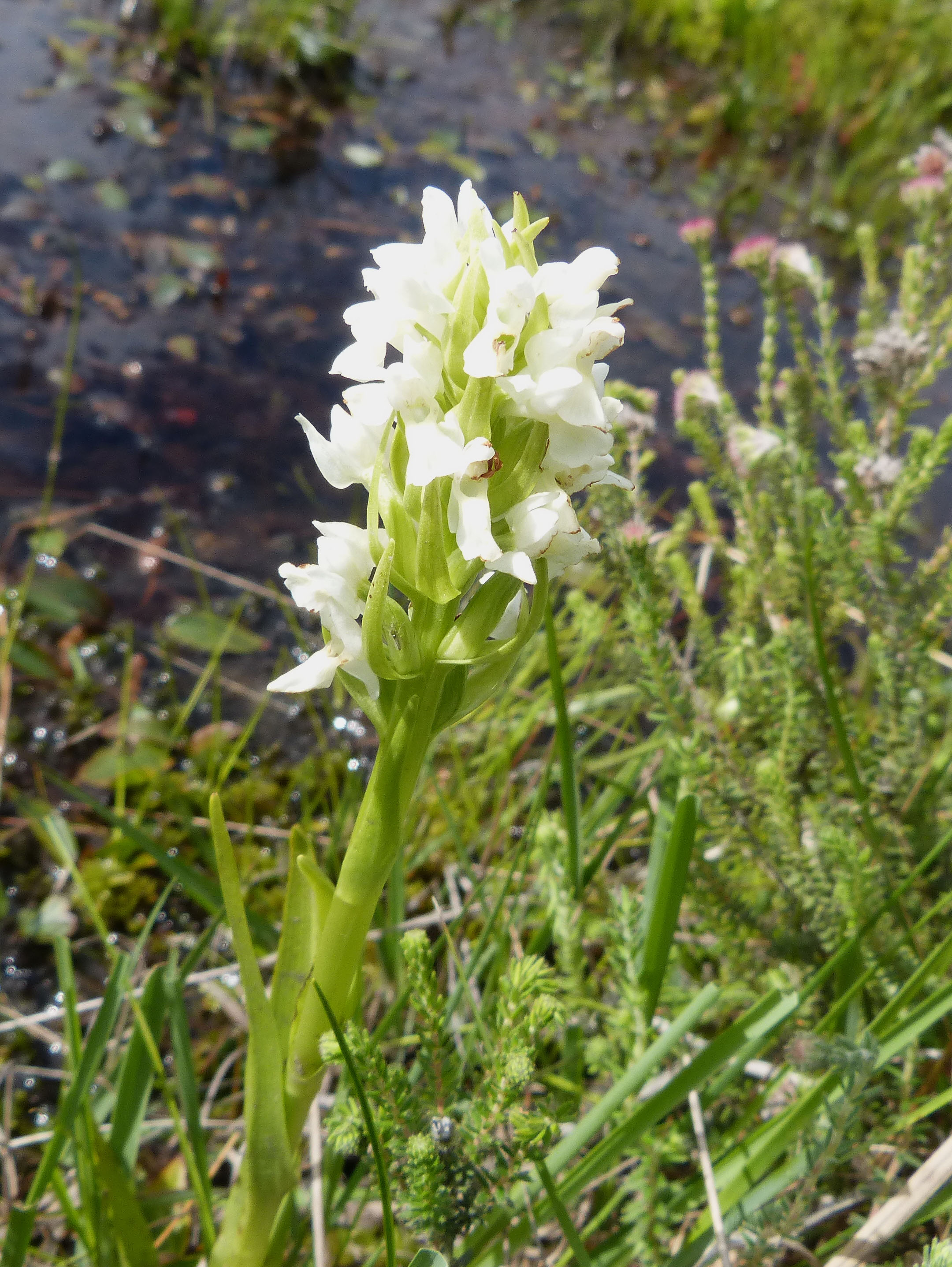
f. alba

## Biologia i ekologia
Bylina, geofit ryzomowy. Kwiaty owadopylne, zwabiają owady imitując budową kwiaty roślin miododajnych, jednak nie wytwarzają nektaru. Siedlisko: wilgotne łąki i torfowiska. W Europie zasięg pionowy wynosi 0–2400 m n.p.m.. W Polsce najwyżej sięga do wysokości 500 m n.p.m. Kwitnie od początku czerwca, czasami do pierwszych dni lipca. Rozmnaża się przez nasiona, ale również wegetatywnie. Nie wszystkie pędy zakwitają. Tak np. we wsi Kruhel Wielki w 1996 było 19 pędów kwitnących i 8 płonnych. Liczba chromosomów 2n = 40.

## Zmienność
Kukułka krwista (Dactylorhiza incarnata (L.) Soó) w Polsce występuje w dwóch podgatunkach:
- kukułka krwista typowa (Dactylorhiza incarnata (L.) Soó subsp. incarnata) – kwiaty czerwone do różowych, niekiedy białe. Opisany w tym artykule
- kukułka krwista żółtawa (Dactylorhiza incarnata (L.) Soó subsp. ochroleuca (Poll) Hunt. et Summ.) – kwiaty jasnożółte ze środkowa częścią warżki silnie zabarwioną. W Polsce rzadki.

Pozostałe podgatunki:
- Dactylorhiza incarnata subsp. coccinea (Pugsley) Soó
- Dactylorhiza incarnata subsp. cruenta (O.F.Müll.) P.D.Sell
- Dactylorhiza incarnata subsp. gemmana (Pugsley) P.D.Sell
- Dactylorhiza incarnata subsp. lobelii (Verm.) H.A.Pedersen
- Dactylorhiza incarnata subsp. pulchella (Druce) Soó

Kukułka krwista typowa tworzy mieszańce z Dactylorhiza baltica, D. fuchsii, D. iberica, D. lapponica, D. maculata, D. majalis, D. nieschalkiorum, D. osmanica, D. praetermissa, D. sambucina, D. traunsteineri, a także międzyrodzajowe z Coeloglossum viride i Gymnadenia conopsea.

## Zagrożenia i ochrona
Od 2014 roku roślina jest objęta w Polsce częściową ochroną gatunkową. W latach 1983–2014 gatunek znajdował się pod ochroną ścisłą. Zagrażać mu mogą melioracje, osuszanie gruntów, jak również zarastanie łąk przez wysokie byliny i krzewy. Ze względu na dość dużą liczbę stanowisk nie jest bezpośrednio zagrożona wyginięciem. Podgatunek Dactylorhiza incarnata subsp. ochroleuca wpisany został do Polskiej Czerwonej Księgi Roślin oraz na polską czerwoną listę. Podgatunek typowy umieszczono na polskiej czerwonej liście w kategorii NT (bliski zagrożenia).